# Zachary Cavanaugh
Zachary Cavanaugh (Marshfield, ...) è un giocatore di football americano statunitense che gioca come quarterback per i Minden Wolves.